# Programmi KDE
Questa è una lista di programmi sviluppati dalla comunità KDE e suddivisi per categorie. Le categorie che vengono utilizzate sono quasi le stesse usate nella comunità KDE.

## Strumenti di sviluppo
- Cervisia - Interfaccia grafica per CVS
- Eric - IDE per Python
- kdesvn - Interfaccia grafica per il sistema di gestione di versioni Subversion
- KDevelop - Ambiente integrato di sviluppo (IDE)
- KDialog - strumento a riga di comando per mostrare finestre di dialogo
- KDiff3 - strumento per calcolare le differenze o unire due o tre file o directory
- Kompare - frontend grafico per diff (confronta due versioni di un testo)
- Lokalize - è lo strumento di traduzione in KDE 4, sostituisce KBabel
- Quanta Plus - sviluppo web
- Umbrello UML Modeller - UML disegno diagramma
- KBabel - interfaccia grafica per la localizzazione di programmi in KDE 3
- KDbg - interfaccia grafica per GNU Debugger (GDB)
- KProf - interfaccia grafica per il profiling con gprof

## Editor
- Kate - editor di testi avanzato
- Kedit - un semplice editor di testo, simile al Blocco note di Windows
- Kile - editor LaTeX
- KWrite - editor di testi

## Edutainment
- Kiten - strumento per studiare il giapponese
- KLAid - strumento di studio che mostra delle schede durante l'uso del computer
- Konjue - strumento per coniugare i verbi francesi.
- KStars - planetario (un'accurata simulazione grafica del cielo notturno)
- Kalzium - mostra informazioni sulla tavola periodica degli elementi

Per una lista completa, vedi kdeedu - KDE Edutainment Project

## Giochi
- KAtomic - Puzzle
- KFoulEggs
- Klickety - Puzzle
- KMines - un gioco sul tipo di campo minato
- Kolf - Golf
- KReversi - Othello/Reversi
- KSirtet - Tetris

Per una lista completa, si veda Kdegames - KDE Games

## Grafica
- Digikam - un gestore ed editor di foto
- Gwenview - visualizzatore immagini
- KGhostView - visualizzatore file pdf e PostScript
- Kolourpaint - semplice editor d'immagini bitmap
- KPDF - visualizzatore pdf
- KPhotoAlbum - gestore per foto e immagini
- KPovModeler - programma per la modellazione POV-Ray
- Krita - editor d'immagini bitmap
- KSnapshot - strumento per scattare screenshot
- Kuickshow - visualizzatore d'immagini
- KColorEdit - KDE color editor
- KView - visualizzatore immagini
- Okular - visualizzatore universale di documenti
- Showimg - visualizzatore immagini

## Internet
- Akregator - lettore di notizie RSS e Atom
- Blogilo - client di blogging per KDE
- ChoqoK  - applicazione per Microblogging
- KGet - gestione dello scaricamento dei file da rete
- KMail - client email
- KMess - programma di instant messaging
- KNetLoad - applet per il pannello che mostra l'uso della rete
- KNode - client per newsgroup
- Konqueror - file manager e browser
- Konversation - client IRC
- Kopete - programma di instant messaging
- KTorrent - client Bittorrent
- KMyFirewall - programma per configurazione Firewall
- Rekonq - browser basato su WebKit

## Multimedia
- Amarok - riproduttore audio con numerose funzionalità integrate
- ARts Builder - applicazione per costruire mixer personalizzati, sintetizzatori, ecc.
- Dragon Player - un semplice lettore video
- JuK - riproduttore audio
- K3b - programma per masterizzare CD e DVD
- Kaffeine - lettore multimediale
- KAudioCreator - programma per ripping e codifica
- Kdenlive - editor video
- kdetv - visualizzatore TV
- KMid - lettore MIDI e file karaoke
- KMPlayer - Plugin video per Konqueror
- KPlayer - lettore multimediale
- K9Copy - programma per DVD authoring
- KSubtile - editor per sottotitoli
- Noatun - lettore multimediale
- Rosegarden - compositore brani musicali
- SMPlayer - lettore multimediale

## Ufficio
- Kexi - gestore di database
- Kile - ambiente integrato LaTeX
- KPresenter - programma per presentazioni
- KSpread - foglio elettronico
- KWord - elaboratore testi

Si veda anche: KOffice - Office Suite

## Gestore di informazioni personali
- KMyMoney - gestore finanziale personale
- Kontact - gestore di informazioni personali e groupware
- KOrganizer - Calendario e programmatore di eventi

## Sistema
- Filelight - mostra come viene utilizzato lo spazio su disco, disegnando dei diagrammi
- KBluetooth - gestore connessioni bluetooth
- KDE Control Center - strumento centralizzato di configurazione del sistema per KDE 3
- KGrub - gestore grafico per GRUB
- KDE Partition Manager - software per il partizionamento degli hard disk
- KDE System Guard - gestore dei processi e supervisore del sistema
- KDirStat - gestore grafico per visualizzare l'utilizzo dell'hard disk
- KDM - gestore di login
- KInfoCenter - informazioni sul computer
- KlamAV - anti-virus per KDE (non più supportato a partire da KDE 4.0)
- Konsole - emulatore di terminale
- KWallet - gestore per le password
- Yakuake - emulatore di terminale stile console di Quake

## Giochi - passatempo
- SuperKaramba - programma per mostrare applet sul desktop
- KTeaTime - conto alla rovescia per la bollitura del tè
- KWorldClock - Mostra l'orario di ogni luogo della Terra
- AMOR - Amusing Misuse Of Resources, tradotto: Allegro Massacro di Ogni Risorsa. Creatura del desktop
- Kodo - misura la distanza percorsa dal mouse

## Utility
- Ark - strumento di archiviazione
- KCalc - calcolatrice
- KCharSelect - strumento per la selezione dei caratteri
- KDiskFree - informazioni sullo spazio libero su disco
- KHexEdit - un editor esadecimale per KDE 3, sostituito da Okteta
- Kooka - utility per l'uso dello scanner d'immagine
- KRename - programma per rinominare automaticamente i file
- Krusader - file manager
- Okteta - un editor esadecimale per KDE 4